# Campeonato Liberiano de Futebol
The Liberian First Division, é a principal competição de futebol da Libéria. É organizado pela Associação de Futebol da Libéria.

## Campeões
| ano  | campeão                   |
| ---- | ------------------------- |
| 1963 | Invincible Eleven         |
| 1964 | Invincible Eleven         |
| 1965 | Invincible Eleven         |
| 1966 | Invincible Eleven         |
| 1967 | Mighty Barrolle           |
| 1968 |                           |
| 1969 |                           |
| 1970 |                           |
| 1971 |                           |
| 1972 | Mighty Barrolle           |
| 1973 | Mighty Barrolle           |
| 1974 | Mighty Barrolle           |
| 1975 |                           |
| 1976 | Saint Joseph Warriors     |
| 1977 |                           |
| 1978 | Saint Joseph Warriors     |
| 1979 | Saint Joseph Warriors     |
| 1980 | Invincible Eleven         |
| 1981 | Invincible Eleven         |
| 1982 |                           |
| 1983 | Invincible Eleven         |
| 1984 | Invincible Eleven         |
| 1985 | Invincible Eleven         |
| 1986 | Mighty Barrolle           |
| 1987 | Invincible Eleven         |
| 1988 | Mighty Barrolle           |
| 1989 | Mighty Barrolle           |
| 1990 |                           |
| 1991 | LPRC Oilers               |
| 1992 | LPRC Oilers               |
| 1993 | Mighty Barrolle           |
| 1994 | NPA Anchors               |
| 1995 | Mighty Barrolle           |
| 1996 | Junior Professional       |
| 1997 | Invincible Eleven         |
| 1998 | Invincible Eleven         |
| 1999 | LPRC Oilers               |
| 2000 |                           |
| 2001 | Mighty Barrolle           |
| 2002 | LPRC Oilers               |
| 2003 |                           |
| 2004 | Mighty Barrolle           |
| 2005 | LPRC Oilers               |
| 2006 | Mighty Barrolle           |
| 2007 | Invincible Eleven         |
| 2008 | Monrovia Black Star       |
| 2009 | Mighty Barrolle           |
| 2010 |                           |
| 2011 | LISCR                     |
| 2012 | LISCR                     |
| 2013 | Barrack Young Controllers |
| 2014 | Barrack Young Controllers |
| 2015 | Nimba United              |
| 2016 | Barrack Young Controllers |
| 2017 | LISCR                     |
| 2018 | Barrack Young Controllers |
| 2019 | LPRC Oilers               |
| 2020 |                           |
| 2021 | LPRC Oilers               |
| 2022 | Watanga                   |
| 2023 | LISCR                     |
| 2024 | Watanga                   |

## Performance dos Clubes
| Clubes                    | Cidade       | Títulos | Anos                                                                          |
| ------------------------- | ------------ | ------- | ----------------------------------------------------------------------------- |
| Mighty Barrolle           | Monróvia     | 13      | 1967, 1972, 1973, 1974, 1986, 1988, 1989, 1993, 1995, 2001, 2004, 2006, 2009. |
| Invincible Eleven         | Monróvia     | 13      | 1963, 1964, 1965, 1966, 1980, 1981, 1983, 1984, 1985, 1987, 1997, 1998, 2007. |
| LPRC Oilers               | Monróvia     | 7       | 1991, 1992, 1999, 2002, 2005, 2019, 2021.                                     |
| Barrack Young Controllers | Monróvia     | 4       | 2013, 2014, 2016, 2018.                                                       |
| LISCR                     | Monróvia     | 3       | 2011, 2012, 2017, 2023.                                                       |
| Saint Joseph Warriors     | Monróvia     | 3       | 1976, 1978, 1979.                                                             |
| Watanga                   | Monróvia     | 2       | 2022, 2024.                                                                   |
| NPA Anchors               | Monróvia     | 1       | 1994                                                                          |
| Junior Professional       | Monróvia     | 1       | 1996                                                                          |
| Black Star                | Monróvia     | 1       | 2008                                                                          |
| Nimba United              | Sanniquellie | 1       | 2015                                                                          |

## Participação na CAF
- Liga dos Campeões

| Clube                     | N° | Ano                                             |
| ------------------------- | -- | ----------------------------------------------- |
| Invincible Eleven         | 8  | 1966, 1981, 1982, 1984, 1985, 1986, 1988, 1999  |
| Mighty Barolle            | 8  | 1968, 1974, 1987, 1989, 1990, 1996, 2007, 2011, |
| Bame Monrovia             | 1  | 1975                                            |
| Saint Joseph Warriors     | 2  | 1977, 1979,                                     |
| LPRC Oilers               | 2  | 1992, 2006, 2022                                |
| NPA Anchors               | 1  | 1995                                            |
| Barrack Young Controllers | 4  | 2014, 2015, 2017, 2019                          |
| LISCR                     | 3  | 2012, 2013, 2018                                |
| Watanga                   | 2  | 2023, 2025                                      |
| Nimba United              | 1  | 2016                                            |
| Monrovia Black Star       | 1  | 2009                                            |
| Junior Professionals      | 1  | 1997                                            |

## Artilheiros
| Ano     | Artilheiros     | Time    | Gols |
| 2002    | Hoff Fannoh     | LISCR   | 15   |
| 2003    |                 |         |      |
| 2004    |                 |         |      |
| 2005    |                 |         |      |
| 2006    |                 |         |      |
| 2007    |                 |         |      |
| 2008    |                 |         |      |
| 2009/10 |                 |         |      |
| 2010/11 |                 |         |      |
| 2011/12 | Dominic Jelateh | Fatu FC | 20   |
| 2012/13 | Mohammed Varney | LISCR   | 15   |